# Diahogna martensi
Diahogna martensi är en spindelart som först beskrevs av Karsch 1878.  Diahogna martensi ingår i släktet Diahogna och familjen vargspindlar. Inga underarter finns listade i Catalogue of Life.